# Merzario A4
La Merzario A4 è una monoposto di Formula 1, costruita dalla scuderia italiana Merzario per partecipare al campionato mondiale di Formula Uno del 1979.
La vettura ha esordito al Gran Premio di Gran Bretagna 1979. 
Era basata sul progetto della scuderia tedesca Willi Kauhsen Racing Team e venne sviluppata da Gian Paolo Dallara.